# Ptit Moh
Ptit Moh (nom de naissance Mohamed Abdennour) est un auteur-compositeur-interprète algérien, joueur de mandole algérien et banjo, pratiquant principalement le chaâbi,. Il aide à la diffusion et connaissance du banjo, de la mandoline, du gumbri, de la guitare, du laúd et du oud,

## Biographie
Il rencontre Amar Ezzahi, un des maîtres du chaâbi algérois en 1983, alors qu'il n'a que 17 ans. Deux ans plus tard, il commence à travailler avec lui dans les nombreuses fêtes de mariage qu'animait l'artiste à l'époque. Il joue au banjo auprès du maître, étudie la mandole dans la musique chaâbi avec Amar Ezzahi et part à Paris, en France, dans les années 1990, pendant la Décennie Noire durant laquelle Amar Ezzahi avait décidé de ne plus chanter. 
Ptit Moh étudie la musique en France pour pouvoir travailler en France, jusque-là il était autodidacte et avait appris auprès du maître à l'écoute. il joue avec Alabina, Chico and the Gypsies, Idir pour l'album Identités, Safy Boutella et participe à des musiques de films.
Amazigh Kateb fait appel à lui en 1999 pour l'album Bab El Oued Kingston au sein du groupe Gnawa Diffusion,, Il intègre le groupe et est actuellement un des membres de cette formation.
il crée également le Ptit Moh Project. Il participe à l'album Desert Rebel de Desert Rebel. Il participe aux albums "Renayates" de Houria Aichi (en tant qu'arrangeur et musicien), et "Ya Bhar" de Malya Saadi. Ptit Moh a également travaillé sur le dernier album d'Idir, édité en avril 2017. 
En 2014, il joue avec le joueur de flamenco, Juan Carmona à la salle Ibn Zeydoun d'Alger et à la Cité de la musique de Marseille.  Cette collaboration se prolonge aujourd'hui; elle fait rencontrer le chaâbi et le flamenco.
À partir de 2015, il joue en trio avec Amazigh Kateb et Karim Ziad et joue notamment au 5e OCT-LOFT Jazz Festival, à Shenzhen, en Chine.
Ptit Moh est le directeur artistique de l'Orchestre El Gusto.

## Discographie
- 1999 : Identités au sein du groupe Idir (en) « Identités », sur Discogs
- 1999 : Bab El Oued Kingston
- 2003 : Souk system (OCLC 871875939)
- 2006 : Fucking Cowboys, au sein de Gnawa Diffusion (en) « Fucking Cowboys », sur Discogs
- 2006 : Desert Rebel au sein du groupe Desert Rebel (en) « Desert Rebel », sur Discogs
- 2009 : Marchez noir d'Amazigh Kateb (en) « Marchez noir », sur Discogs
- 2015 :  Dark En Ciel de Sarah Riani (en) « Dark En Ciel », sur Discogs